# Shipwreck Coast

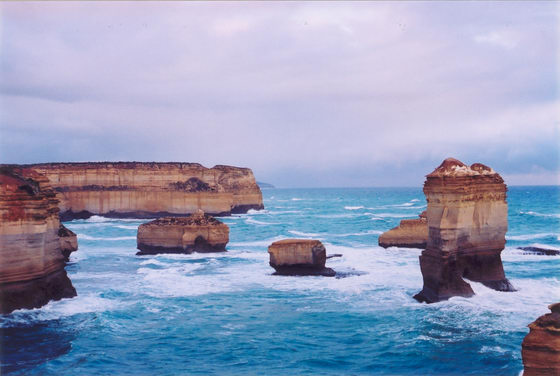
Loch Ard Gorge mit dem Island Ardway (rechts), der im Juni 2009 einstürzte: Unweit davon ging der Klipper Loch Ard unter.

Die Shipwreck Coast (deutsch: Küste der Schiffswracks) von Victoria, Australien, erstreckt sich von Port Fairy bis zum Cape Otway über eine Distanz von etwa 130 Kilometern. Vor dieser Küste liegen etwa 80 Schiffswracks. Die Shipwreck Coast ist Teil des Historic Shipwreck Trail mit der Discovery Coast Victorias.
Die Shipwreck Coast ist vor allem durch die freistehenden Kalksteinklippen der Twelve Apostles bekannt. Erreicht werden kann die Küste über die Great Ocean Road oder über den Great Ocean Walk. 

## Geschichte
Während des 19. Jahrhunderts war die Bass Strait der bedeutendste Schiffsweg für die Transporte in die Sträflingskolonie Australien in Richtung Victoria und New South Wales. Die felsige und abweisende Küste ist oft hinter undurchdringlichem Nebel verborgen, die See ist rau und aufgrund der Geographie konnten nur wenige Leuchttürme errichtet werden. Sie war gefährlich und schwierig zu befahren und es gingen viele große Schiffe verloren. Das berühmteste war die Loch Ard, die vor Muttonbird Island unterging. Dabei verloren 52 Menschen ihr Leben und nur zwei konnten sich in die Loch Ard Gorge retten. Das letzte Segelschiff, das vor dieser Küste verlorenging, war die Antares im Jahr 1914.
Der Entdeckungsreisende Matthew Flinders sagte über die Shipwreck Coast: „I have seldom seen a more fearful section of coastline.“ („Ich habe selten einen derart schrecklichen Küstenabschnitt gesehen“).

## Schiffswracks
Bekannt sind 638 untergegangene Schiffe vor den Küsten Victorias, davon ist die Lage von 240 bekannt. Alleine vor Port Fairy, wo die Shipwreck Coast beginnt, gingen 20 Schiffe verloren. Die staatliche Denkmalschutzbehörde von Victoria schätzt die Zahl der Wracks auf 800.
Bekannte Schiffswracks an der Shipwreck Coast in zeitlicher Reihenfolge ihres Untergangs sind:
- Unbenannter Walfänger (1836)
- Thistle (1837)
- Children (1839)
- Unbekannter französischer Walfänger (1841)
- Lydia (1843)
- Socrates (1843)
- Enterprise (1850)
- Essington (1852)
- Freedom (1853)
- Schomberg (1855)
- John Scott (1858)
- Golden Spring (1863)
- Marie Gabrielle (1869)
- Young Australian (1877)
- Loch Ard (1878)
- Napier (1878)
- Alexandra (1882)
- Yarra (1882)
- Edinburgh Castle (1888)
- Fiji (1891)
- Newfield (1892)
- Freetrader (1894)
- La Bella (1905)
- Falls of Halladale (1908)
- Antares (1914)
- Casino (1932)